# María Pía de la Cruz
Magdalena Notari (Pellezzano, 2 de diciembre de 1847—San Giorgio a Cremano, 1 de julio de 1919), más conocida por su nombre religioso María Pía de la Cruz o María Pía Notari, fue una religiosa católica italiana, fundadora de las Hermanas Crucificadas Adoradoras de la Eucaristía. Es considerada venerable en la Iglesia católica.

## Biografía
Magdalena Notari nació en la comuna Capriglia, de la localidad de Pellezzano, provincia de Salerno (Italia), el 2 de diciembre de 1847, en el seno de una familia burguesa. Sus padres fueron Benedetto Notari y Vincenza Calvanese, quienes a causa de sus ocupaciones no pudieron atender la educación de sus hijos. Razón por la cual Magdalena fue criada por su tío Nicolás Notari, en Nápoles. Al estar lejos de sus padres, Magdalena veía en ello una prueba del Señor y una llamada a padecer sus sufrimientos. De esa misma experiencia nace su amor por la Pasión de Cristo.
Notari realizó sus estudios, primero en el Terzo Educandato borbonico y luego en el monasterio de las visitandinas de Nápoles. Sus deseos de ser religiosa fueron obstaculizados por sus padres y por su frágil salud. Entró a formar parte de la Tercera Orden de los Siervos de María el 22 de febrero de 1873. Desde entonces decidió hacer vida de monja en su propia casa. En esa condición, según cuentan sus biógrafos, fue objeto de numerosas experiencias místicas. Con la ayuda de Catalina Volpicelli, fundadora de las Esclavas del Sagrado Corazón, obtuvo el permiso de Guglielmo Sanfelice d'Acquavella, arzobispo de Nápoles, para recibir un orfanato y dedicarse al cuidado de los niños abandonados.
Al haber sentido, después de la comunión eucarística, la inspiración de fundar una congregación compuesta de almas generosas por donarse a Dios, se puso en oración y se hizo guiar por su director espiritual llegando así a la fundación de un nuevo instituto dedicado a la contemplación de la Pasión de Cristo. El 21 de noviembre de 1885 dio inicio a la Congregación de Hermanas Crucificadas de la Eucaristía. El día de su profesión religiosa cambió su nombre por María Pía de la Cruz. Ella misma se dedicó a la expansión de la obra, fundando incluso las primeras casas fuera de Nápoles. Estableció la casa madre del instituto en San Giorgio a Cremano. En esta comunidad, ella misma recibió al noviciado a María de la Pasión Tarallo, la primera beata de la congregación, de quien escribió su biografía. María Pía murió el 1 de julio de 1919.

## Culto
El proceso informativo en pro de la beatificación de María Pía de la Cruz fue introducido dos años después de su muerte. El 8 de julio de 2016, el papa Francisco la declaró venerable, por lo cual se espera, según el procedimiento canónico en la Iglesia católica, un milagro atribuido a su intercesión para beatificarla. Sus restos se encuentran en la iglesia de la casa madre de su congregación.